# Trematocephalus
Trematocephalus is een geslacht van spinnen uit de familie hangmatspinnen (Linyphiidae).

## Soorten
De volgende soorten zijn bij het geslacht ingedeeld:
- Trematocephalus cristatus (Wider, 1834)
- Trematocephalus obscurus Denis, 1950
- Trematocephalus simplex Simon, 1894
- Trematocephalus tripunctatus Simon, 1894